# Lidija Ruslanova
Lidija Andreevna Ruslanova (in russo Лидия Андреевна Русланова?), nata Agaf'ja Lejkina (in russo Агафья Лейкина?) (Governatorato di Saratov, 27 ottobre 1900 – Mosca, 21 settembre 1973) è stata una cantante sovietica.
È stata una delle più grandi e amate interpreti di canzoni popolari russe.

## Primi anni
Nacque nel villaggio di Černavka vicino a Saratov, in una famiglia di contadini, e fu battezzata come Agaf'ja Lejkina. A cinque anni perse entrambi i suoi genitori: suo padre morì nella guerra russo-giapponese e sua madre subito dopo. Di conseguenza trascorse la maggior parte della sua infanzia in un orfanotrofio. Iniziò a cantare unendosi al coro dei bambini della parrocchia locale e presto divenne una solista.
Suo zio la invitò a lavorare in una fabbrica di mobili. Uno dei proprietari della fabbrica la sentì cantare mentre lavorava e le consigliò di andare a studiare al Conservatorio di Saratov. Tuttavia non le piaceva lo studio accademico. Durante la prima guerra mondiale lavorò su un treno ospedaliero e in questo periodo incontrò Vitalij Stepanov, con il quale ebbe un figlio nel maggio 1917. Stepanov la abbandonò dopo un anno a causa del suo stile di vita irregolare. Secondo una fonte di Saratov, sposò un uomo diverso che in seguito morì nella guerra civile russa, da cui prese il suo cognome.

## Carriera
Ruslanova tenne il suo primo concerto all'età di 16 anni, davanti a un pubblico militare, dove cantò tutto ciò che sapeva. Iniziò a cantare per i soldati russi durante la guerra civile russa e debuttò come cantante professionista a Rostov sul Don nel 1923. Era nota per la sua peculiare voce e timbro, che era un revival di antiche tradizioni in cui le soliste femminili si esibivano durante le festività. Fino al 1929 visse con un funzionario della Čeka, poi si risposò con Vladimir Krjukov.
Durante gli anni '30 Ruslanova divenne estremamente popolare. Entrò a far parte dell'associazione statale delle imprese musicali di varietà e circensi nel 1933 e si esibì in tutta la Russia per il resto del decennio. Quando scoppiò la seconda guerra mondiale, si recò incessantemente da un fronte all'altro incoraggiando i soldati con le sue canzoni patriottiche. Le canzoni più famose in cui si esibiva erano Valenki e Katjuša, scritte appositamente per lei. Durante la battaglia di Berlino si esibì alle porte del Reichstag in fiamme. 
Ruslanova divenne una delle donne più ricche della Russia sovietica e finanziò persino la costruzione di due batterie Katjuša che presentò all'Armata Rossa nel 1942. Nello stesso anno fu nominata Artista d'Onore della Repubblica Socialista Federativa Sovietica Russa. I suoi modi rudi e il suo linguaggio audace facevano appello ai soldati al punto che era considerata una potenziale minaccia per le autorità sovietiche. Nel 1948, a causa dell'associazione con il maresciallo Georgij Žukov (che guidò l'Armata Rossa alla sconfitta della Germania nazista durante la seconda guerra mondiale e che divenne un forte oppositore politico di Stalin negli anni del dopoguerra), il marito di Ruslanova Vladimir Krjukov, eroe dell'Unione Sovietica, fu arrestato e Ruslanova fu costretta a firmare una dichiarazione dove ammetteva che suo marito era colpevole di tradimento, ma si rifiutò e dunque fu condannata a 10 anni di lavoro nei campi. 
Nel gulag in cui fu inviata, Ruslanova divenne una star esaltata sia dai detenuti che dall'amministrazione. Pertanto fu trasferita in una cella nella prigione del Vladimirskij Central. Dopo la morte di Stalin fu rilasciata il 4 agosto 1953. Era magra, grigia e aveva difficoltà a camminare, tuttavia tornò a cantare quasi immediatamente. Il suo periodo in prigione non fu menzionato dalla stampa per parecchi decenni. Ruslanova presiedette il primo Festival delle Canzoni Sovietiche, insieme a Leonid Utësov, Mark Bernes e Klavdja Šulženko. Continuò a cantare fino alla sua morte nel 1973, all'età di 72 anni.
A lei è dedicato l'asteroide 4810 Ruslanova, scoperto nel 1972.

## Discografia

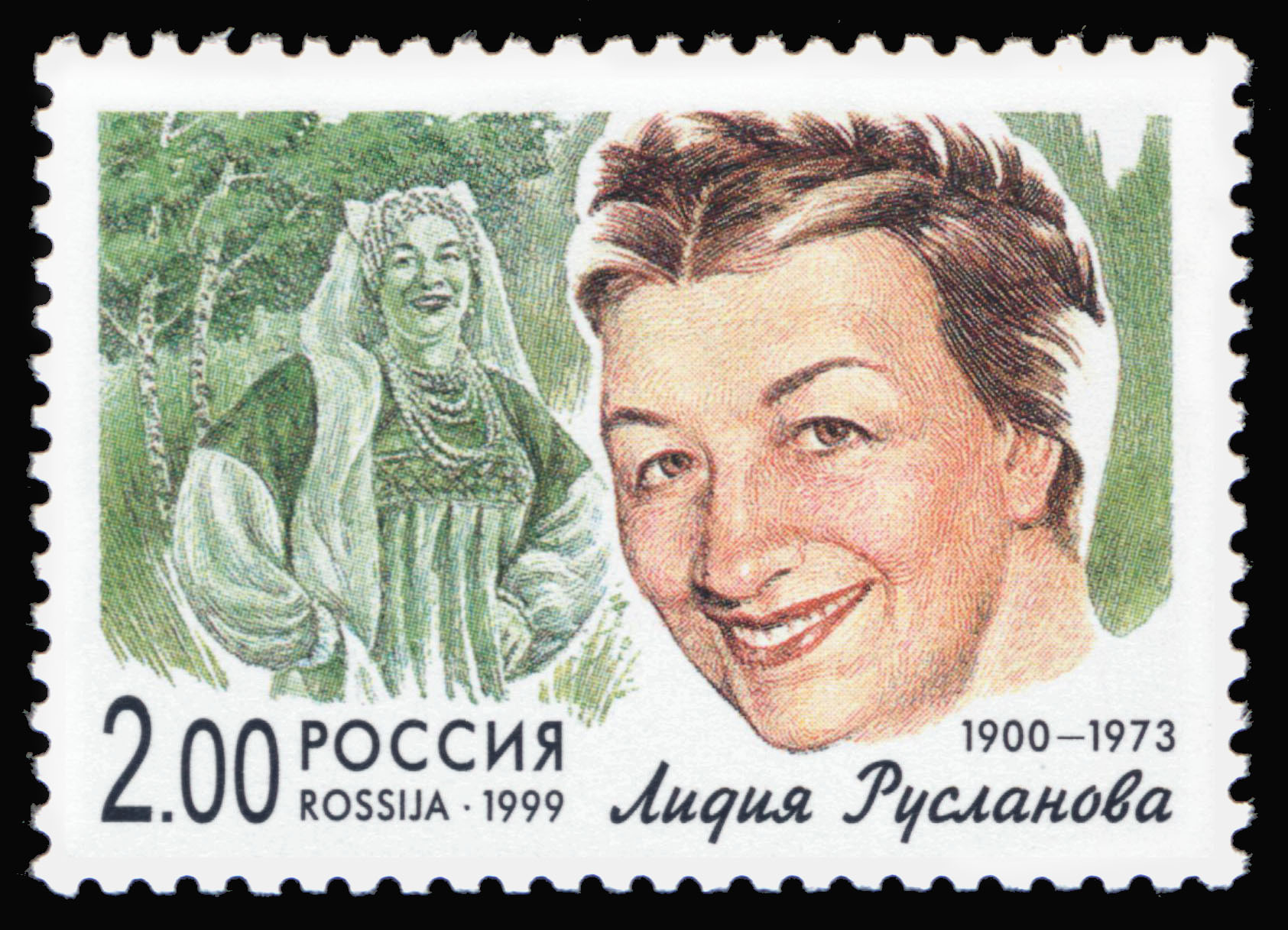
Francobollo russo del 1999 da 2 rubli dedicato a Lidija Ruslanova. (Michel 759, Scott 6545)

- 1996: Poët Lidija Ruslanova (Поёт Лидия Русланова)[10]
- 2000: Zariza Russkoj pesni (Царица Русской песни)[11]
- 2001: Velikie ispolniteli Rossii XX veka (Великие исполнители России XX века)
- 2002: Russkie narodnye pesni (Русские народные песни)[12]
- 2007: Imena na vse vremenja (Имена на все времена)[13]